# Royaume arménien de Cilicie
1080–1375
Entités précédentes :
- Empire byzantin
- Royaume d'Arménie

Entités suivantes :
- Sultanat mamelouk

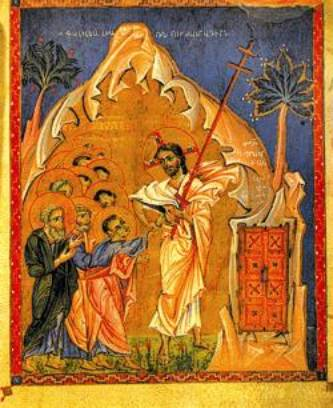
Toros Roslin (1210-1270), Incrédulité de saint Thomas, enluminure de Malatia Gospel (1267-1268).

Le royaume arménien de Cilicie ou royaume de Petite-Arménie (en arménien Կիլիկիոյ Հայկական Թագաւորութիւն, transcrit Kilikio Haykakan T’agavorout’ioun, à ne pas confondre avec les royaumes de la Grande Arménie) est un État fondé en Cilicie, au sud-est de l'Anatolie, par des réfugiés arméniens fuyant l'invasion turque seldjoukide de l'Arménie. Soutenu par les Croisés de 1100 à 1250, puis allié inféodé aux Mongols de 1250 à 1300, il est finalement vaincu par les Mamelouks d'Égypte après avoir été indépendant de 1080 à 1375.
Le royaume de Petite-Arménie fut fondé par la dynastie roupénide, une famille arménienne apparentée aux rois bagratides et Arçrouni, qui régnèrent à diverses époques sur l'Arménie et la Géorgie. Ce bastion de la chrétienté orientale fut un allié précieux pour les Croisés, et il fut également le cœur du nationalisme et de la culture arménienne, l'Arménie elle-même se trouvant alors sous occupation étrangère.
Sa capitale était à Sis puis à Mamistra, sa métropole au port d'Ayas, et le royaume comptait parmi ses autres villes et châteaux le port de Korykos, Adana, Vitzada, Lampron, Barbaron, Vahka, Hromgla, Tarse, Anazarbe, Tel Hamdoun.

## La Cilicie byzantine
L'empereur byzantin Nicéphore II Phocas reprit la Cilicie aux Arabes vers 965. Il expulsa les musulmans qui y vivaient et encouragea les chrétiens de Syrie et d'Arménie à s'y installer. L'empereur Basile II étendit son empire vers le royaume arménien de Vaspourakan, l'annexant en 1021, ainsi qu'en Syrie. En conséquence, les Arméniens se dispersèrent en Cappadoce et à l'est de la Cilicie, dans les régions montagneuses du nord de la Syrie et de la Mésopotamie.
L'immigration arménienne s'accentua avec l'annexion formelle de la Grande-Arménie à l'Empire byzantin en 1045, puis par la conquête seldjoukide, dix-neuf ans plus tard, ces deux événements entraînant deux nouvelles vagues de migrations. Après la chute de l'Arménie bagratide, et durant les siècles qui suivirent, la nation arménienne fut incapable de rétablir sa souveraineté. Elle resta sous la domination de tribus turques.

## Fondation de la puissance arménienne en Cilicie
Les immigrés arméniens se mirent au service des Byzantins, devenant officiers militaires et gouverneurs : ils reçurent le contrôle de cités majeures à la frontière orientale de l'Empire. Lorsque le pouvoir impérial s'affaiblit dans cette région, dans les années qui suivirent la désastreuse bataille de Manzikert (1071), certains d'entre eux saisirent l'opportunité de l'affaiblissement byzantin et se proclamèrent souverains indépendants, tandis que d'autres restèrent loyaux à l'Empire, du moins en théorie. Par exemple, Philaretos Brakhamios, ancien général de Romain IV Diogène, réussit à bâtir, entre 1072 et 1085, une principauté s'étendant de Mélitène au nord à Antioche au sud, et de la Cilicie à l'ouest à Édesse à l'est. Cependant, son État s'effondra à sa mort, attaqué par les Seldjoukides et divisé en seigneuries locales.
Philaretos avait attiré à lui de nombreux nobles arméniens, leur donnant terres et châteaux. L'un de ces princes était Roupen, ancien officier du dernier roi d'Arménie bagratide, Gagik II. Pensant qu'il ne pourrait jamais recréer le royaume bagratide, il se rebella contre l'Empire byzantin en Cilicie, ralliant à lui de nombreux propriétaires et nobles arméniens. Ainsi, en 1080, les fondations de la principauté arménienne indépendante de Cilicie furent posées par Roupen et ses descendants, les Roupénides.
Au moment de la mort de Roupen, en 1095, la région comptait six principautés majeures :
- Lampron et Babaron, situées au sud des Portes de Cilicie, étaient contrôlées par l'ancien général byzantin Oshin, fondateur de la dynastie héthoumide.
- Au nord-est se trouvait la principauté de Constantin Ier, le fils de Roupen. Son pouvoir était centré sur les forteresses de Partzapert et Vahka.
- Plus loin au nord-est, hors de la Cilicie proprement dite, se trouvait la principauté de Marach, sur laquelle régnait Tatoul, un ancien officier byzantin.
- À l'est de Marash, l'Arménien Gogh Vasil tenait les forteresses de Raban et Kesoun.
- Au nord de celles-ci, sur le haut-Euphrate, se trouvait la principauté de Mélitène, tenue par Gabriel, un ancien officier de Philaretos, soumis aux Seldjoukides lui aussi.
- Enfin, au-delà de Mélitène se trouvait Édesse, contrôlée par Thoros, un autre officier de Philaretos, et beau-fils de Gabriel de Mélitène.

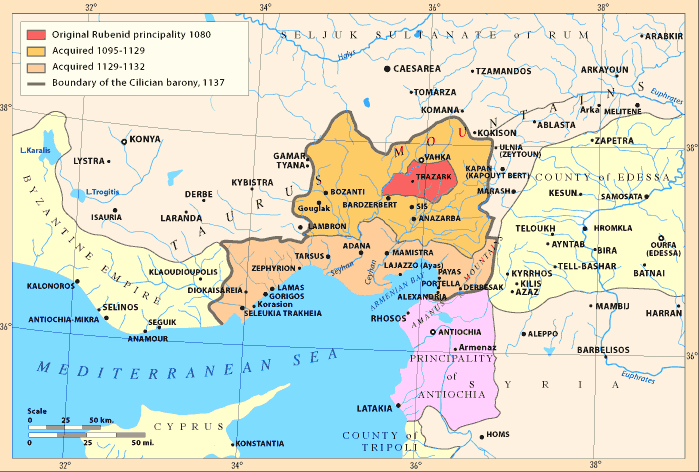
Anatolie, 1080-1199
Comté d'Édesse (1098-1150)
Proche-Orient en 1135
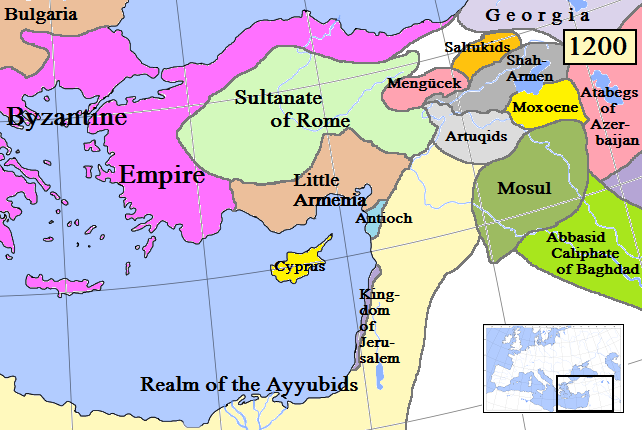
Anatolie, 1200
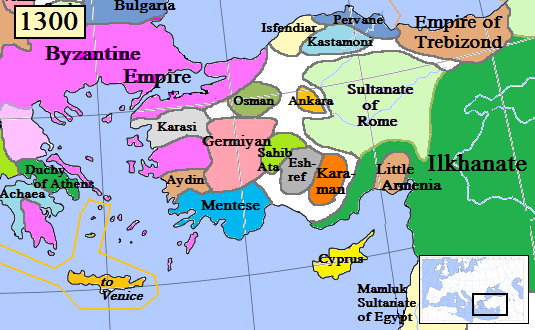
Anatolie, 1300

## La première croisade et la principauté roupénide

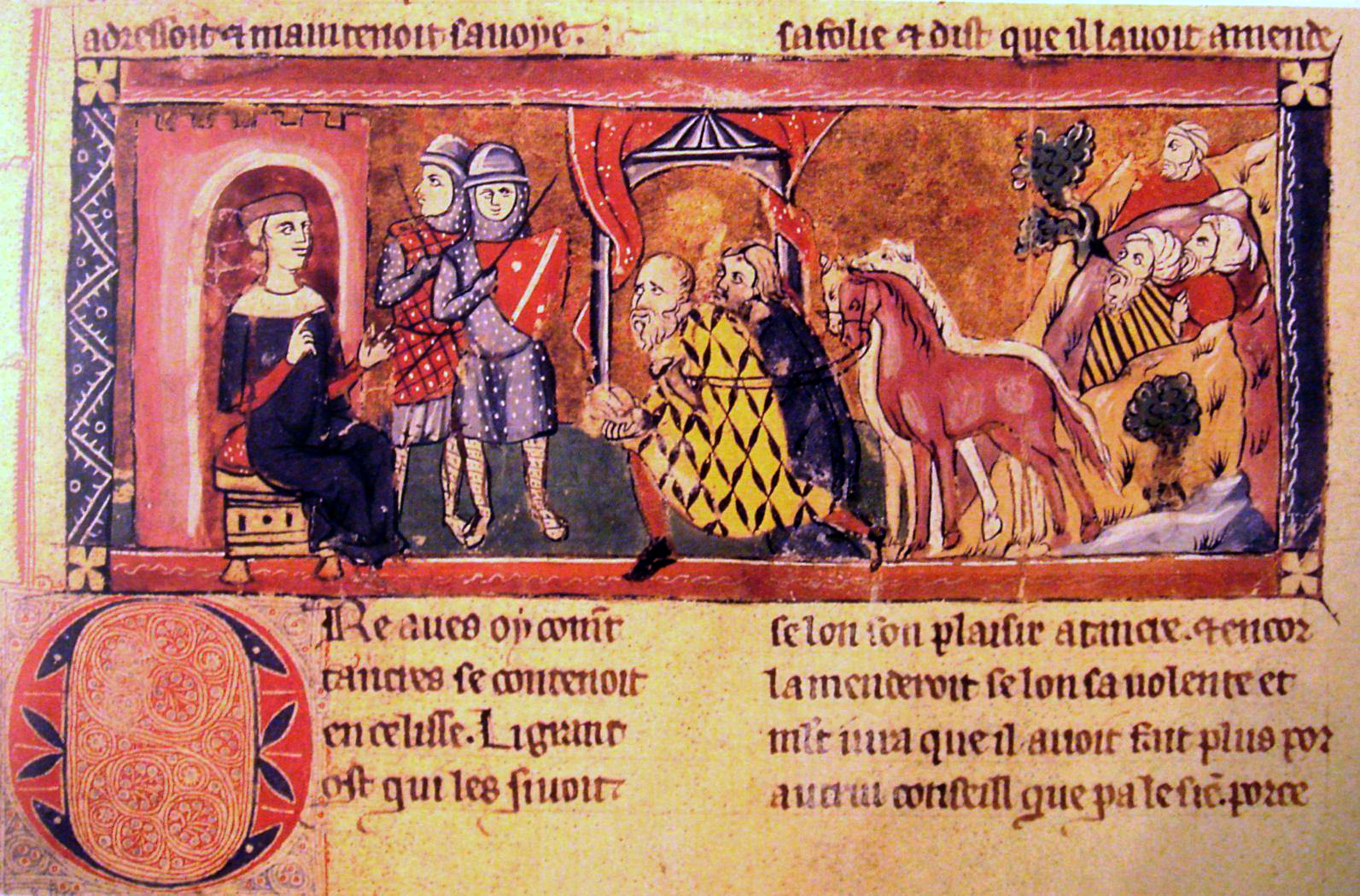
Tancrède de Hauteville recevant les envoyés Ciliciens.

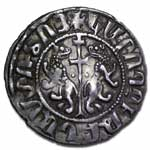
Tram d'argent du royaume arménien de Cilicie

Durant le règne de Alexis Ier Comnène survient la première croisade ; une imposante armée ouest-européenne s'avance vers Jérusalem en passant par l'Anatolie et la Cilicie. Les Arméniens de Cilicie gagnent de puissants alliés en la personne des Francs. Godefroy de Bouillon est perçu comme un sauveur par les Arméniens et Constantin considère l'arrivée des croisés comme une occasion d'éliminer la présence byzantine en Cilicie. Avec leur aide, ils assurent la Cilicie contre les Byzantins et les Turcs, à la fois par des actions militaires directes dans la région et par l'établissement des États latins d'Orient d'Antioche et Édesse. Les Arméniens aident également les croisés, comme le rapporte le pape Grégoire XIII :

« Parmi les bonnes actions que le peuple arménien a accomplies envers l'église et le monde chrétien, il faudrait particulièrement insister sur le fait qu'aucun peuple ou nation, en ces temps où les princes et guerriers chrétiens allèrent reprendre la Terre Sainte, ne se porta à leur aide avec autant d'enthousiasme, de joie et de foi que les Arméniens, qui fournirent chevaux, provisions et guides aux croisés. Les Arméniens aidèrent ces guerriers avec tout leur courage et leur loyauté durant les guerres saintes. »

— Ecclesia Romana, 1584.
Pour exprimer leur satisfaction aux Arméniens, les croisés accordent les titres de comes et baron à Constantin. De plus, pour cimenter les bonnes relations entre Arméniens et croisés, des mariages se font régulièrement entre eux. Par exemple, Josselin Ier, comte d'Édesse, se marie avec la fille de Constantin, et Baudouin Ier de Jérusalem, frère de Godefroy, épouse la nièce de Constantin, la fille de son frère Thoros. Les Arméniens et les croisés sont tantôt alliés, tantôt rivaux durant les deux siècles qui suivent. Le fils de Constantin, Thoros Ier, s'empare du château-fort d'Anazarbe aux Byzantins et repousse les Turcs qui se rassemblent dans le territoire de Gogh Vasil aux alentours de Marach, où ils sont encore une fois battus. La Cilicie souffre d'une invasion de Malik Shah Ier, sultan seldjoukide d'Iconium. Thoros perd la première bataille contre Malik Shah, mais réussit à le battre lors d'un deuxième affrontement.
Une sorte de gouvernement centralisé finit par émerger dans la région comme le pouvoir des princes roupénides s'accroît. Au XIIIe siècle, ils sont les plus proches d'être une dynastie régnante, et luttent avec les Byzantins pour le contrôle de la région. Le prince Léon Ier intègre les cités côtières de Cilicie à la principauté arménienne, consolidant ainsi sa domination commerciale dans la région. En 1137, il est vaincu par l'empereur Jean II, qui considère toujours la Cilicie comme une province byzantine, et emprisonné avec plusieurs membres de sa famille. Il meurt en prison trois ans plus tard. Thoros II, son fils et successeur, est aussi emprisonné, mais il s'évade en 1141 et reprend la lutte contre les Byzantins. Après quelques succès, il finit par se soumettre à l'empereur Manuel Ier en 1158. Les Roupénides continuent à régner sur leur principauté, qui a acquis une telle importance au cours de ces années qu'en 1151, le siège de l'Église arménienne est transféré à Hromgla.

## Le royaume d'Arménie

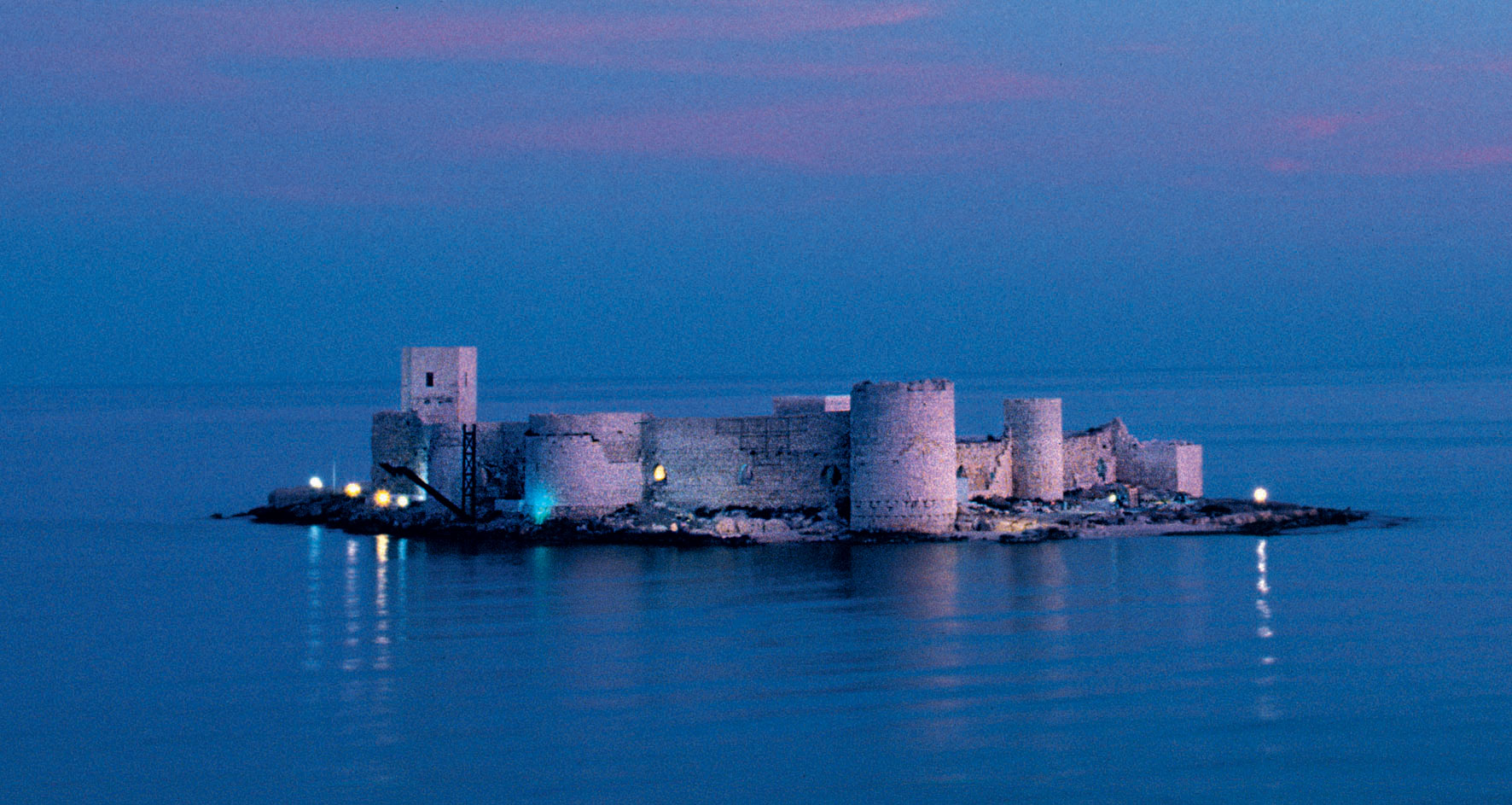
La forteresse de Korykos

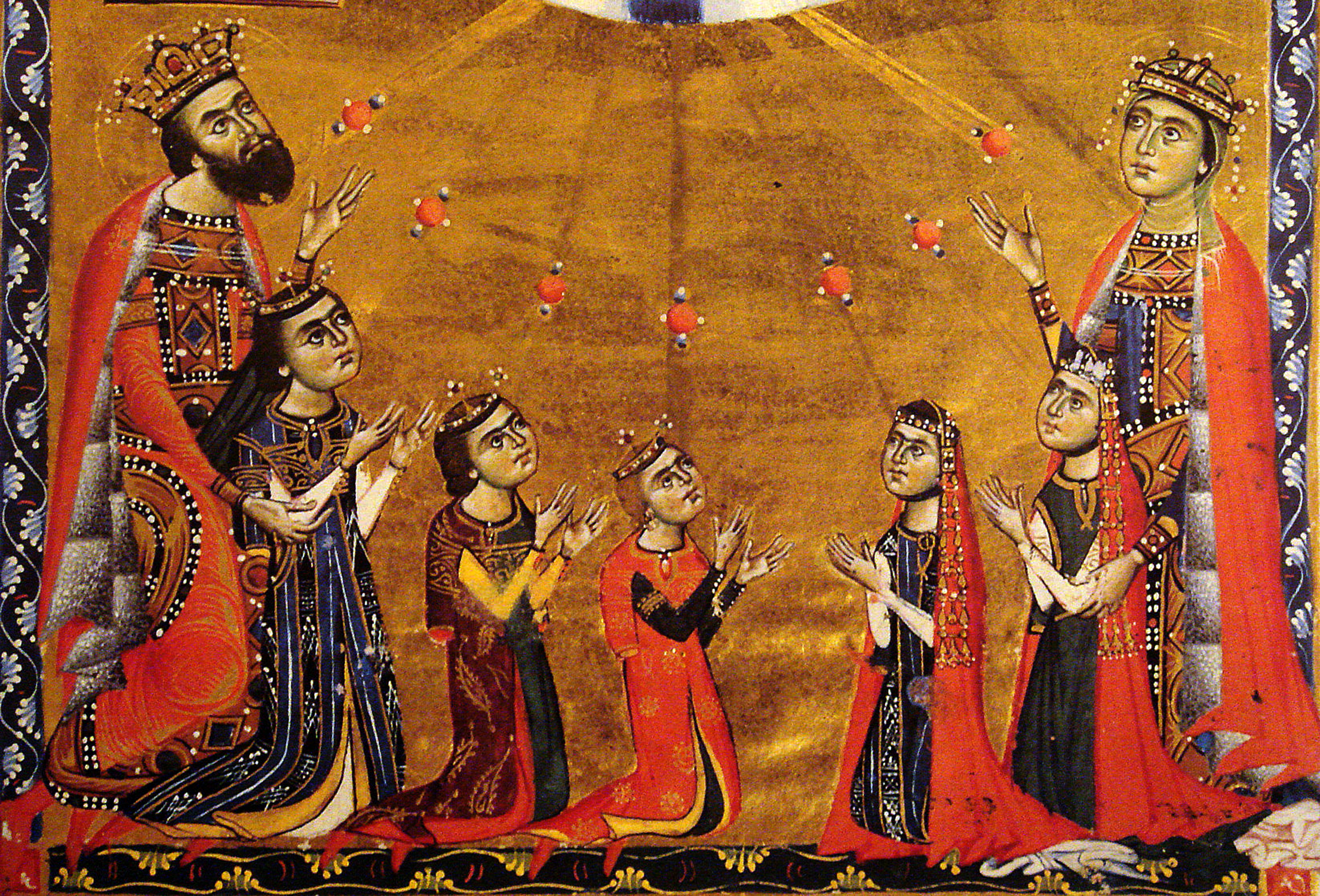
Léon II d'Arménie, reine Kéran de Lampron, et leurs cinq enfants.

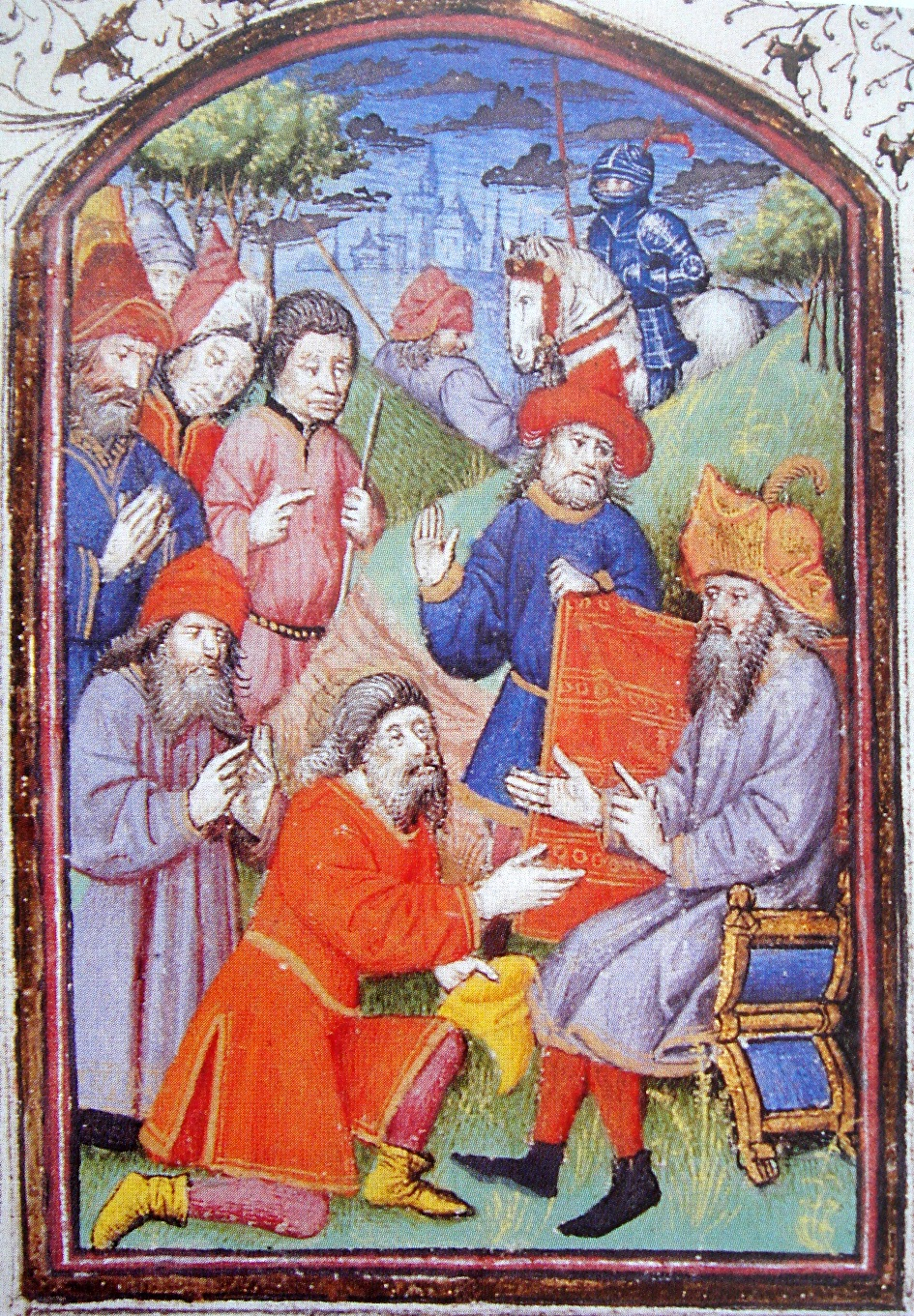
Héthoum de Korikos, Héthoum II à la cour mongole en 1254, dans Histoire des Tartares (1307).

Léon II devient prince en 1187. Il est l'une des figures les plus importantes de la Cilicie arménienne. Sous son règne, il doit affronter les souverains de Konya, Alep et Damas. Ce faisant, il intègre de nouvelles terres à la Cilicie, doublant la longueur des côtes contrôlées. Il fait également beaucoup pour accroître la capacité militaire de son pays.
À cette époque, Saladin a grandement affaibli les États croisés, ce qui entraîne le lancement d'une nouvelle croisade. Léon II profite de l'occasion pour améliorer ses relations avec les Européens. En 1189, le pape Clément III envoie des lettres à Léon et au catholicos Grégoire IV pour demander aux Arméniens leur soutien militaire et financier. Cela démontre l'importance de la Cilicie dans la région. Grâce au soutien de l'empereur Frédéric Barberousse et de son fils Henri VI, il peut faire de sa principauté un royaume. Le couronnement du prince Léon II se déroule le 6 janvier, 1198, le jour de Noël pour les Arméniens, dans la cathédrale de Tarse. Le patriarche syrien jacobite, le métropolite orthodoxe de Tarse, ainsi que plusieurs dignitaires religieux et militaires assistent à la cérémonie. L'onction de Léon est effectuée par le catholicos et son insigne est présenté par Conrad Ier de Wittelsbach. En 1198, il devient ainsi le premier roi arménien de Cilicie.
En 1219, la couronne passa à la dynastie rivale des Héthoumides par la fille de Léon, Zabel. À la suite de l'empoisonnement de son premier époux par Constantin de Barbaron, elle se remarie en 1226 avec Héthoum Ier. Héthoum et Zabel règnent ainsi ensemble sur la Cilicie.
À l'époque, les Mongols ont atteint le Moyen-Orient et conquis la Grande-Arménie, la Mésopotamie, la Syrie, et avancent en direction de l'Égypte. La conquête mongole est un désastre pour ceux des Arméniens qui habitent toujours en Grande-Arménie, mais ce n'est pas le cas pour ceux de Cilicie : les Mongols ne les attaquent pas, parce qu'Héthoum prend l'initiative de coopérer avec les Houlagides (Ilkhanat de Perse en 1247, assurant ainsi la sécurité des Arméniens vivant hors de Cilicie. Il envoie son frère Sempad à Karakorum en 1247 afin de négocier une alliance,. Celui-ci revient en 1250 avec un document garantissant l'intégrité de la Cilicie, ainsi qu'une promesse d'assistance mongole pour la libération de châteaux-forts conquis par les Seldjoukides. En 1253, Héthoum visite lui-même le nouveau khan mongol, Möngke Khan, à Karakorum. Il est accueilli somptueusement et obtient l'exemption de la taxation des églises et monastères arméniens en territoire mongol. Durant son voyage vers Karakorum et lors de son retour en Cilicie en 1256, il traverse la Grande-Arménie. À son retour, il y reste longtemps et reçoit des visites de princes, évêques et autres religieux.

### Campagnes avec les Mongols

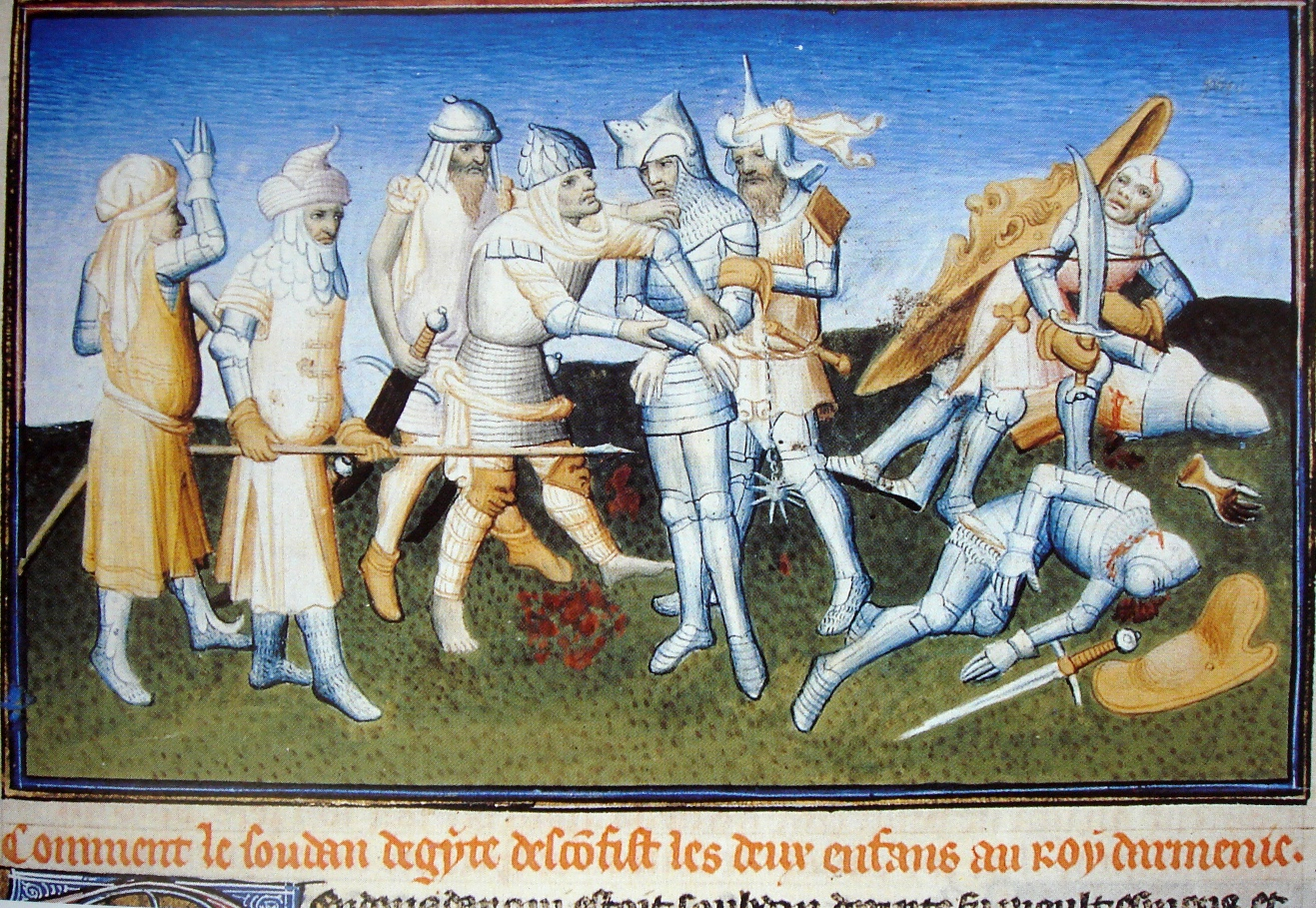
Les Mamelouks battent les Arméniens à Mari, en 1266. Enluminure tirée du Livre des merveilles du monde (XIVe siècle).

Héthoum et ses troupes combattent aux côtés des Francs de Bohémond VI d'Antioche sous le commandement du Mongol Houlagou lors de la conquête de la Syrie musulmane et de la prise d'Alep et Damas par ce dernier, en 1259-1260. Héthoum tente même, en vain, de convertir les Mongols au christianisme,.
Les Arméniens concurrencent les Mamelouks d'Égypte pour le contrôle du marché des épices. En 1266, le souverain mamelouk Baybars (Az-Zâhir Rukn ad-Dîn Baybars al-Bunduqdari) ordonne à Héthoum de renier son allégeance aux Mongols, d'accepter la suzeraineté mamelouke, et de remettre à ces derniers les territoires et forteresses que Héthoum a acquis grâce à sa soumission aux Mongols. À la suite de ces menaces, Héthoum se rend à la cour de l'Ilkhan, en Perse, pour obtenir un soutien militaire. Cependant, les Mamelouks, menés par Mansur II et Qalawun, marchent sur le royaume en son absence et battent les Arméniens durant la bataille de Mari. En 1269, Héthoum abdique en faveur de son fils Léon III, qui doit payer un tribut annuel important aux Mamelouks, ce qui n'empêche pas ces derniers de continuer à attaquer régulièrement la Cilicie. Un tremblement de terre en 1268 ajoute à la dévastation de la Cilicie.

### Trêve avec les Mamelouks (1281-1295)
En 1281, après la défaite des Mongols et des Arméniens menés par Mengü Temür par les Mamelouks à la deuxième bataille de Homs, ces derniers imposent une trêve à l'Arménie. En 1285, après la forte offensive de Qalawun, les Arméniens sont amenés à signer une trêve de dix années et cèdent plusieurs forteresses arméniennes aux Mamelouks. Les Arméniens doivent aussi renoncer à reconstruire leurs structures défensives, mais payer un tribut annuel d'un million de dirhams, et commercer avec les Mamelouks pour ainsi contourner le blocus économique imposé à ces derniers par le pape. Cependant, en plusieurs occasions, les Mamelouks continuent leurs raids sur la Cilicie. En 1292, la Cilicie arménienne est envahie par Al-Ashraf Khalil, le sultan mamelouk d'Égypte qui, l'année précédente, a conquis les restes du royaume de Jérusalem à Acre. Pendant l'invasion, ils pillent Hromgla, et le Saint-Siège doit être déplacé à Sis. Héthoum est contraint d'abandonner Behesni, Marach et Tel Hamdoun aux Turcs. En 1293, il abdique en faveur de son frère Thoros III et se retire au monastère de Mamistra.

### Campagnes de 1299-1303

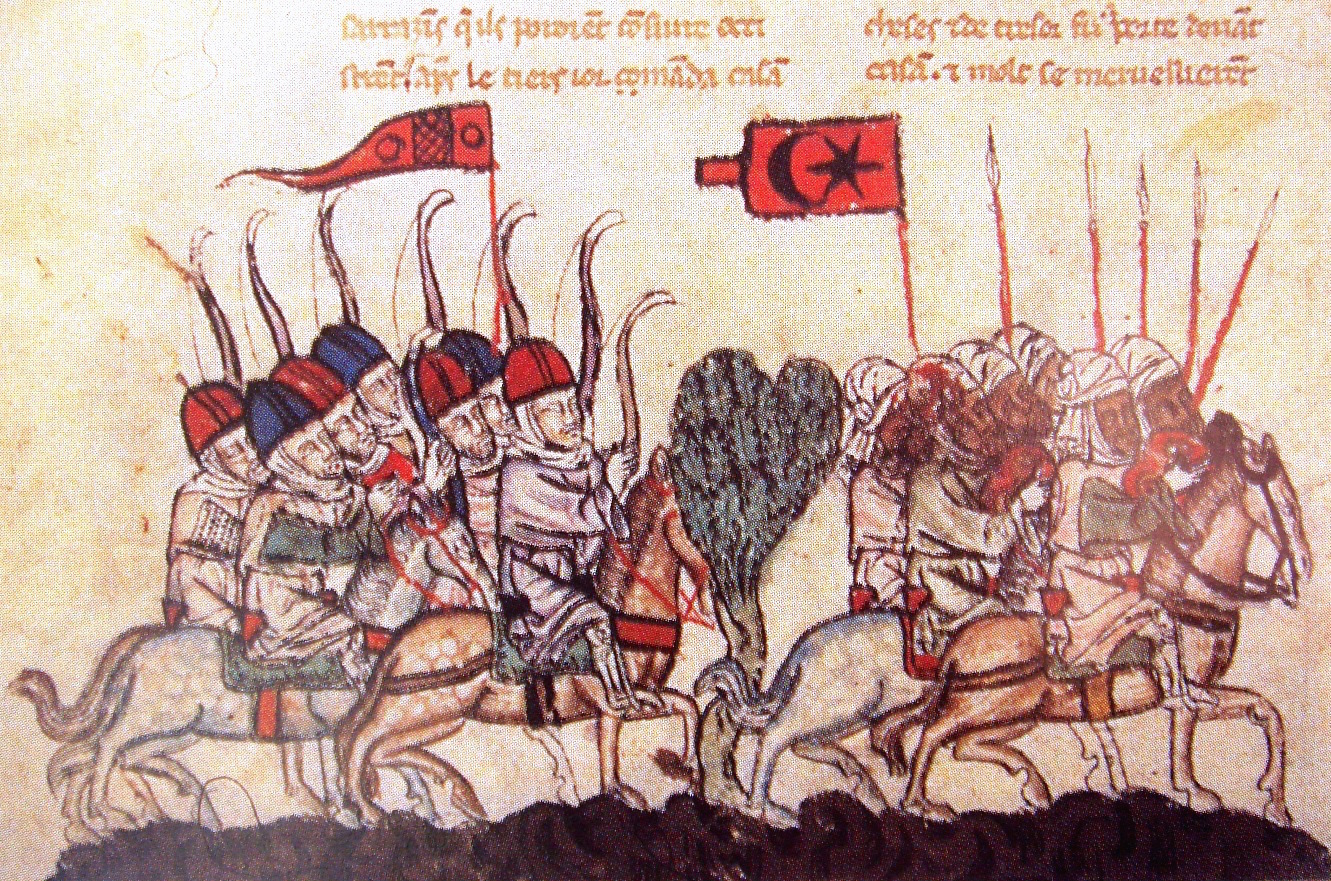
Victoire des Mongols (à gauche) sur les Mamelouks à la bataille de Homs (1299)

Au cours de l'été 1299, Héthoum II, de nouveau menacé par les Mamelouks, envoie un message au khan mongol de Perse, Mahmoud Ghazan Khan, pour obtenir son aide. Ghazan marche alors avec ses troupes vers la Syrie et envoie des messages aux Francs de Chypre (le roi de Chypre et les chefs des Templiers, des Hospitaliers et des chevaliers teutoniques), les invitant à se joindre à lui pour son offensive contre les Mamelouks en Syrie.

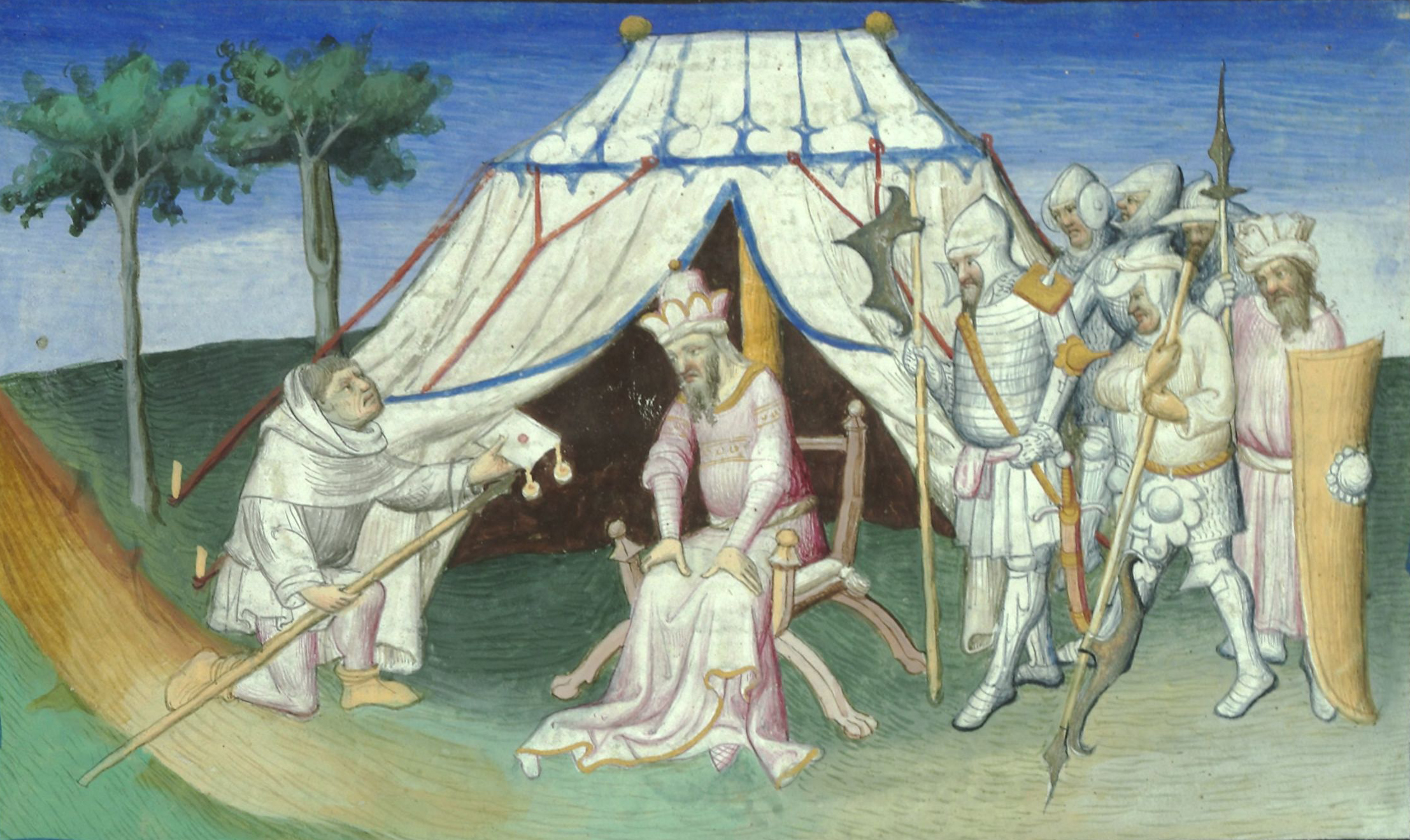
Ghazan et Héthoum II

Les Mongols s'emparent de la ville d'Alep, où ils sont rejoints par Héthoum, dont les troupes comprennent quelques Templiers et Hospitaliers d'Arménie. Leurs forces combinées sont victorieuses à Homs le 23 ou le 24 décembre 1299. Le gros des troupes mongoles doit alors battre en retraite, probablement parce que leurs chevaux ont besoin de pâturages. En leur absence, les Mamelouks se regroupent et reprennent le contrôle de la région en mai 1300.
En 1303, les Mongols tentent à nouveau de s'emparer de la Syrie, avec des forces beaucoup plus importantes (environ 80 000 hommes), mais ils sont vaincus à Homs le 30 mars, et à la bataille décisive de Shaqhab, au sud de Damas, le 21 avril. On considère qu'il s'agit de la dernière invasion mongole majeure de la Syrie. À la mort de Ghazan, le 10 mai 1304, tout espoir d'une reconquête rapide de la Terre Sainte s'évanouit.
Héthoum II abdique en faveur de son neveu Léon IV et devient moine franciscain. En 1307, il se rend à la cour mongole pour obtenir de l'aide contre les Mamelouks, mais lui et ses compagnons sont mis à mort.

## Déclin sous les Lusignan

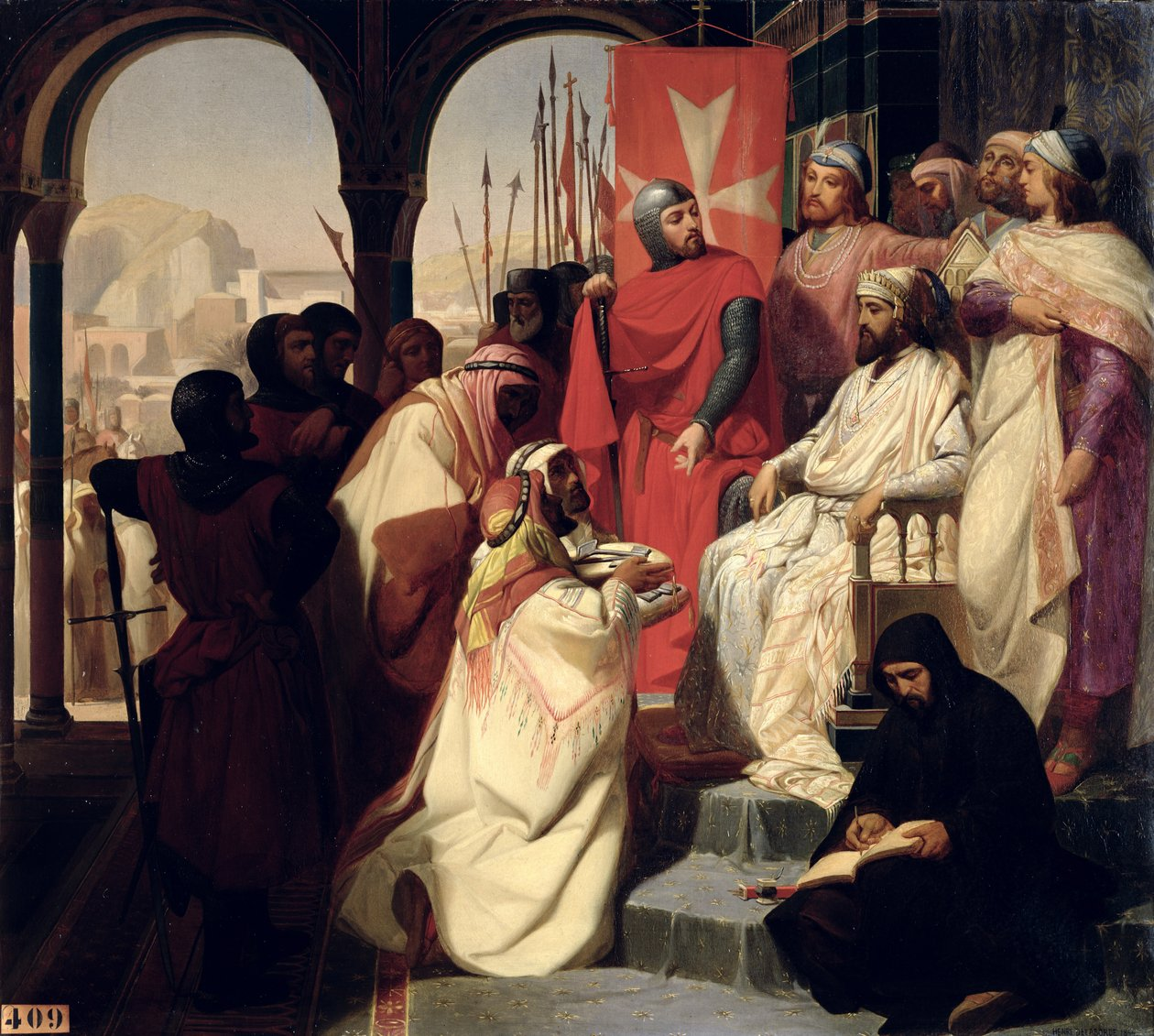
Constantin V d'Arménie (Guy de Lusignan) sur son trône avec les Hospitaliers. Les chevaliers de Saint-Jean-de-Jérusalem rétablissant la religion en Arménie, peinture de 1844 par Henri Delaborde.

Les Héthoumides règnent sur la Cilicie jusqu'au meurtre de Léon V en 1341. Son cousin Guy de Lusignan est alors élu roi. La Maison de Lusignan, issue de France, règne déjà sur l'île de Chypre, maintenant de tout temps des liens étroits entre les Lusignan de Chypre et les Arméniens. Cependant, lorsque les Lusignan prennent le pouvoir, ils tentent d'imposer le catholicisme et le mode de vie ouest-européen. Les hautes classes arméniennes acceptent ces changements, mais la paysannerie s'y oppose, ce qui entraîne des luttes intestines.
À la fin du XIVe siècle, la Cilicie est envahie par les Mamelouks. La chute de Sis, en avril 1375, met un terme au royaume. Son dernier souverain, Léon VI, est capturé et emprisonné au Caire, puis libéré contre rançon ; il meurt en exil à Paris en 1393, après avoir vainement appelé à une nouvelle croisade. Son cousin Jacques Ier de Chypre reprend le titre, l'associant à ceux de Chypre et de Jérusalem.

## Dispersion de la population arménienne de Cilicie
À la chute du royaume passé sous contrôle ottoman en 1375, les Arméniens maintinrent leur présence dans la région jusqu'au génocide de 1915. Leurs descendants sont aujourd'hui dispersés à travers le monde, et le Catholicossat arménien de Cilicie est actuellement basé à Antélias, au Liban.